# Alpi dell'Adamello e della Presanella
Le Alpi dell'Adamello e della Presanella sono una sottosezione delle Alpi Retiche meridionali, estese in Italia nelle regioni Lombardia e Trentino-Alto Adige.

## Classificazione

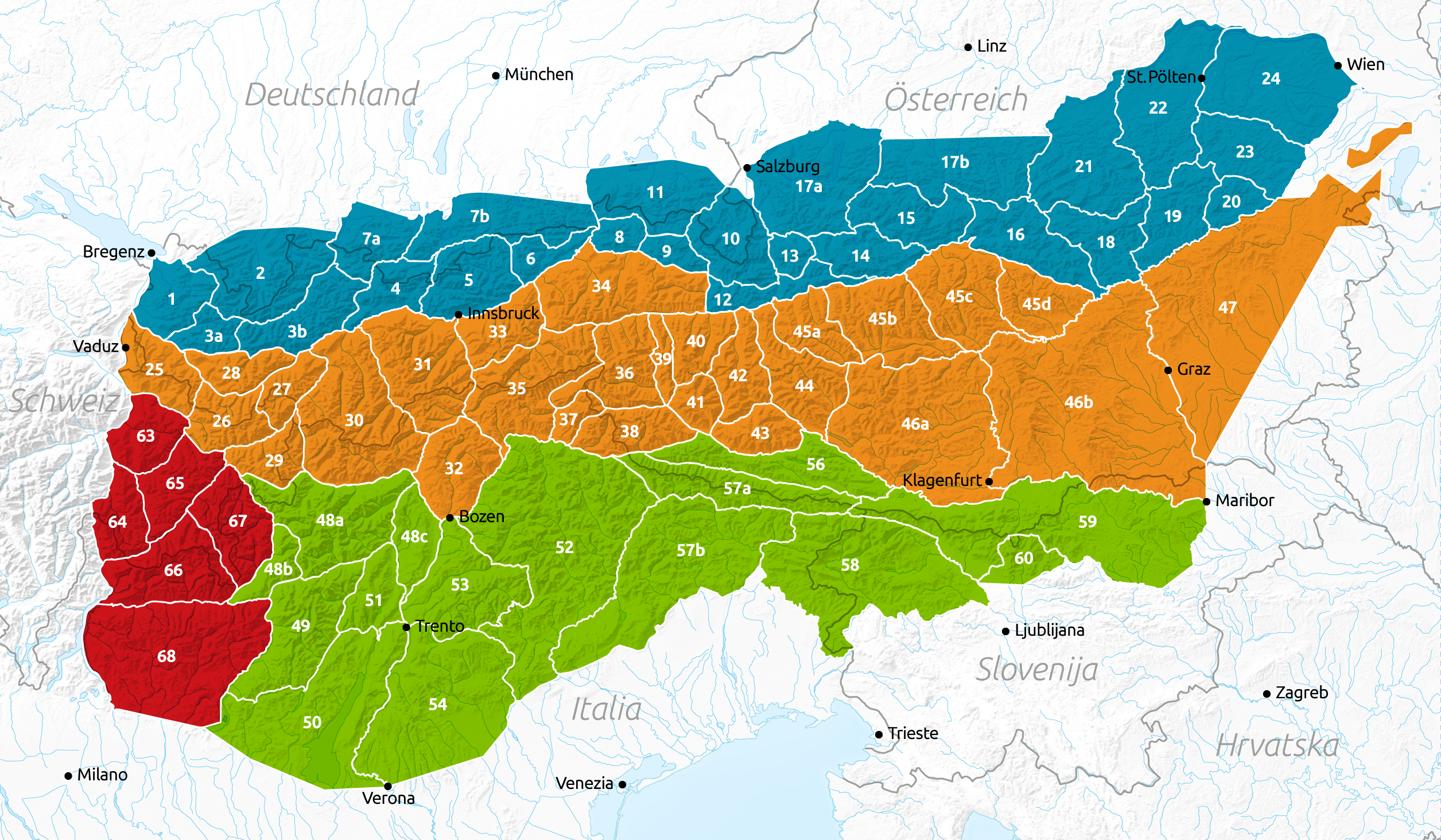
Le Alpi dell'Adamello e della Presanella secondo l'AVE sono individuate dal numero 49.

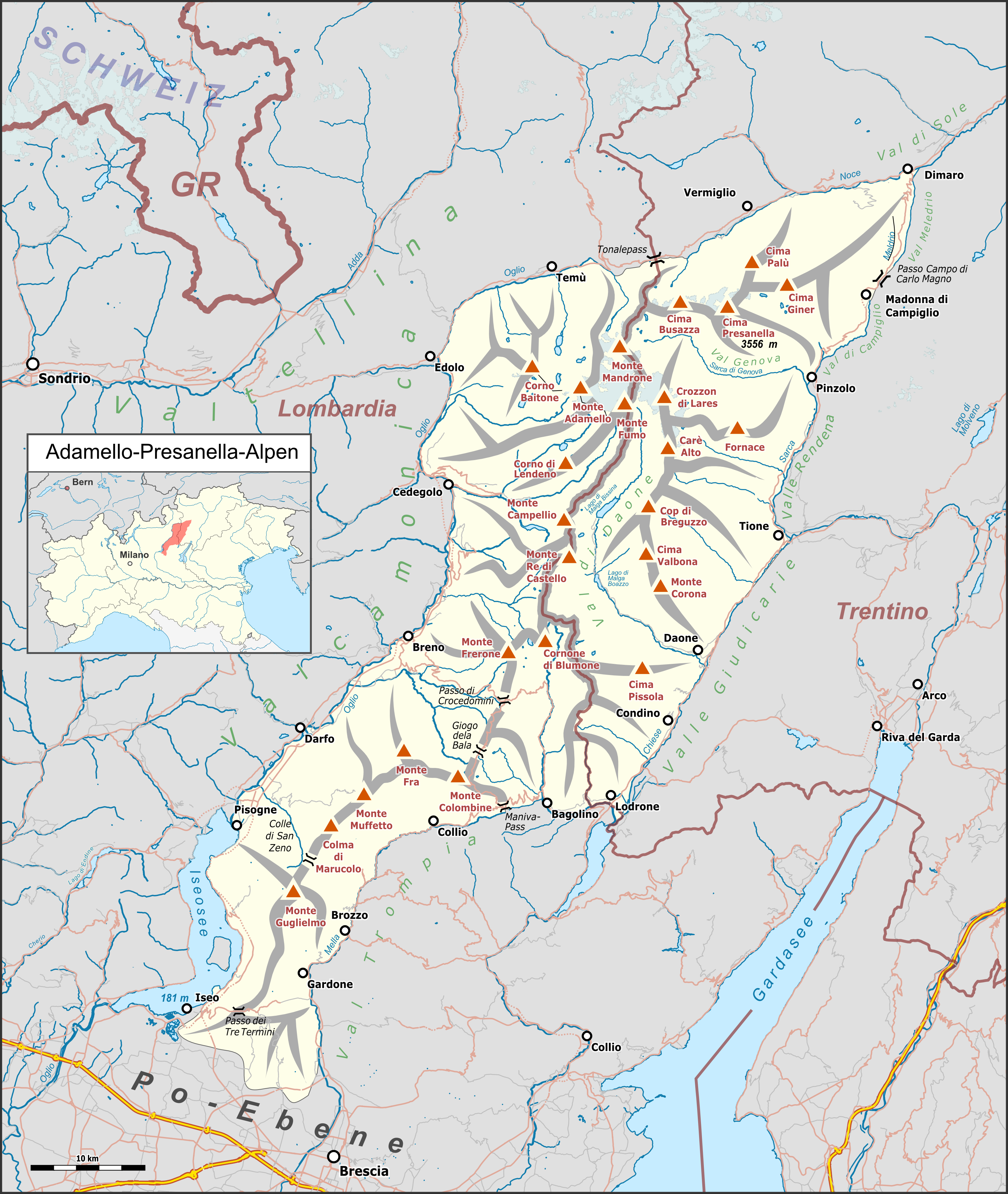
Cartina dettagliata del gruppo montuoso secondo l'AVE.

Secondo la Partizione delle Alpi erano un gruppo delle Alpi Retiche.
Secondo la SOIUSA sono una sottosezione alpina con la seguente classificazione:
- Grande parte = Alpi Orientali
- Grande settore = Alpi Sud-orientali
- Sezione = Alpi Retiche meridionali
- Sottosezione = Alpi dell'Adamello e della Presanella
- Codice = II/C-28.III

Secondo la classificazione tedesca dell'AVE hanno un'estensione maggiore e comprendono anche le Prealpi Bresciane. Esse costituiscono il gruppo n. 49 di 75 nelle Alpi Orientali.

## Delimitazioni
Confinano:
- a nord con le Alpi dell'Ortles (nella stessa sezione alpina) e separate dal Passo del Tonale,
- ad est con le Dolomiti di Brenta (nella stessa sezione alpina) separate dal Campo Carlo Magno,
- a sud-est con le Prealpi Gardesane (nelle Prealpi Bresciane e Gardesane) e separate dalla Sella di Bondo,
- a sud con le Prealpi Bresciane (nelle Prealpi Bresciane e Gardesane) e separate dal passo di Crocedomini,
- ad ovest con le Prealpi Bergamasche e con le Alpi Orobie (nelle Alpi e Prealpi Bergamasche) e separate dalla Val Camonica.

Ruotando in senso orario i limiti geografici sono: Passo del Tonale, Val di Sole, Val Meledrio, Passo Campo Carlo Magno, Val Rendena, Sella di Bondo, Valle del Chiese, Valle del Caffaro, Passo di Crocedomini, Valle di Campolaro, Val Camonica, Passo del Tonale. 

## Suddivisione

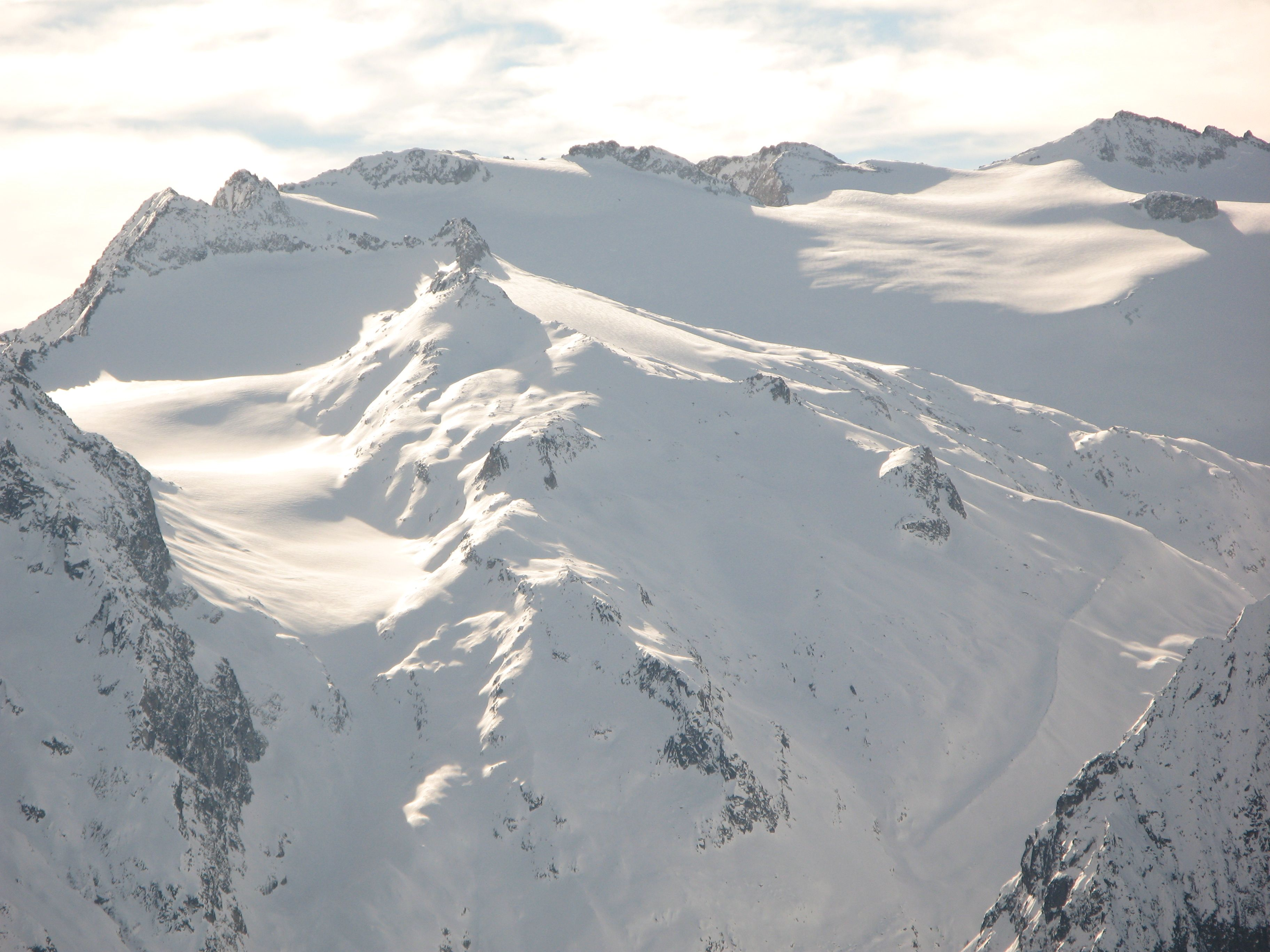
Monte Adamello

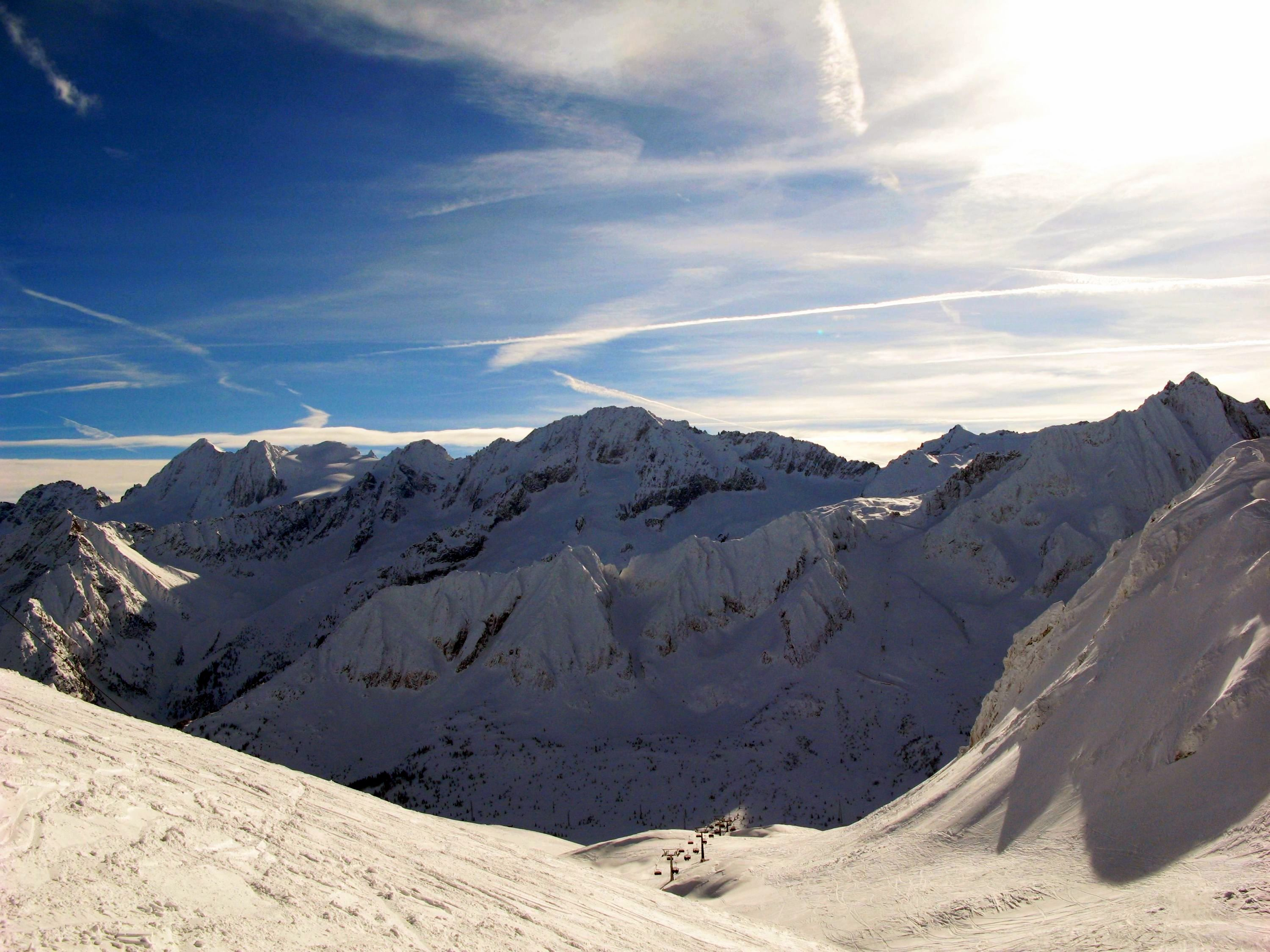
Visuale Presanella

Le Alpi dell'Adamello e della Presanella si suddividono in due supergruppi, cinque gruppi e quindici sottogruppi:
- Gruppo dell'Adamello (A)
  - Gruppo dell'Adamello in senso stretto (A.1)
    - Nodo del Venerocolo (A.1.a)
    - Massiccio dell'Adamello (A.1.b)
    - Gruppo del Baitone (A.1.c)
    - Catena del Miller (A.1.d)
    - Catena di Salarno (A.1.e)
    - Catena delle Lobbie-Val di Fumo (A.1.f)

  - Catena Re di Castello-Blumone (A.2)
    - Catena del Re di Castello (A.2.a)
    - Gruppo del Frisozzo (A.2.b)
    - Gruppo del Blumone (A.2.c)

  - Catena Carè Alto-Breguzzo (A.3)
    - Gruppo del Carè Alto (A.3.a)
    - Gruppo del Breguzzo (A.3.b)
- Gruppo della Presanella (B)
  - Massiccio della Presanella (B.4)
    - Crinale di Genova (B.4.a)
    - Crinale di Stavel (B.4.b)

  - Massiccio di Nambron (B.5)
    - Cresta principale del Nambron (B.5.a)
    - Catena di Nambron (B.5.b)

## Morfologia del gruppo

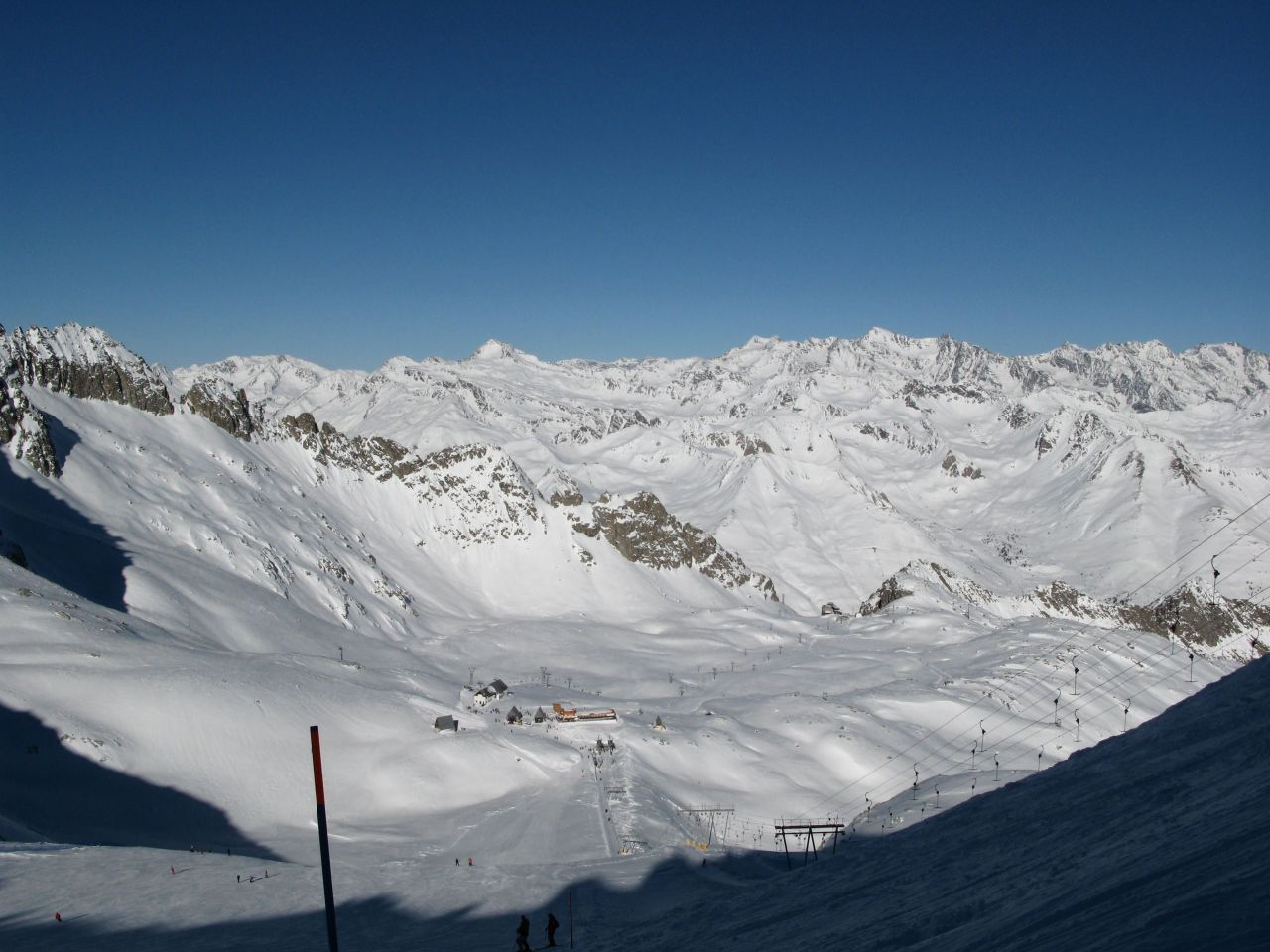
Vista verso nord dal Ghiacciaio Presena

Le Alpi dell'Adamello e della Presanella costituiscono un'entità ben definita all'interno delle Alpi Sud-orientali, essendo separati dai massicci montuosi circostanti da larghe e profonde vallate. L'Adamello-Presanella è delimitato a ovest dalla media Val Camonica, e a nord dai solchi dell'alta Val Camonica e dell'alta Val di Sole, che convergono al Passo del Tonale (1884 m); ad est, prima la Val Meledrio (laterale della Val di Sole), poi la Val Rendena e le Valli Giudicarie lo separano dal gruppo delle Dolomiti di Brenta e dai rilievi posti a sud rispetto ad esse. Il confine meno evidente è quello meridionale, ove una serie di valli minori (la più nota è sicuramente la Valle del Caffaro) lo scinde dalle più modeste Prealpi Bresciane: il punto di incontro è il Passo di Croce Domini (1982 m).
Al suo interno, il massiccio Adamello-Presanella è tutt'altro che compatto dal punto di vista geografico. La celebre Val Genova, tributaria della Val Rendena e percorsa dal Sarca, si incunea per alcuni chilometri separando il Gruppo della Presanella, a nord, dal Gruppo dell'Adamello, a sud, terminando poi contro la muraglia rocciosa, alta in media 3000 m, che mantiene collegati i due gruppi.

A sud della Val Genova, alcune brevi valli, come quella di Borzago, scendono dal cuore del massiccio per confluire anch'esse nella Val Rendena, costituendo una valida e talvolta insostituibile porta di accesso agli alpinisti che intendono salire alle vette più importanti del settore trentino (Carè Alto, 3462 m, Crozzon di Lares, 3354 m). Ma è la Val Daone, percorsa dal Chiese e lunga oltre 25 chilometri, ad addentrarsi più profondamente nel gruppo montuoso, separando di netto il settore lombardo da quello trentino. Caratterizzata da due importanti bacini idroelettrici (Lago di Malga Bissina, 1800 m, e Lago di Malga Boazzo, 1225 m) e da una strada carrozzabile, la val Daone muta il suo nome in Val di Fumo andando a terminare al passo omonimo (2939 m) dominato dal Monte Fumo (3418 m) che si trova al bordo del grande ghiacciaio sommitale.

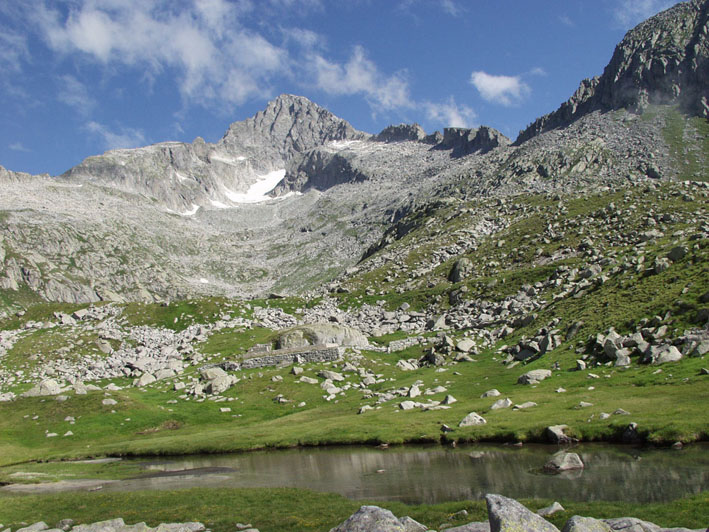
La cima Carè Alto vista dalla Valle di San Valentino

Anche il versante bresciano è caratterizzato da numerose valli, separate da irti costoni che si dipartono dalla dorsale alla destra orografica della Val Daone. Da sud a nord si incontrano la già citata Valle del Caffaro, tributaria del Chiese e sovrastata dal Monte Bruffione (2664 m) e dal Cornone di Blumone (2843 m), ultimi baluardi meridionali delle grandi vette del massiccio. Fanno capo invece alla media Val Camonica le valli Paghera di Ceto, Tredenus e Saviore, le quali più o meno in quota si dividono in numerosi e selvaggi valloni secondari, sovrastati da cime che non raggiungono ancora i 3000 m (Monte Re di Castello, 2881 m, e Monte Frisozzo, 2897 m per citarne alcune) e sono quasi del tutto sprovviste di ghiacciai.
Il cuore del massiccio, con le vette più elevate e i maggiori ghiacciai, si trova in gran parte in territorio camuno. Due tributarie della Valle di Saviore, la Valle Adamé e la Val Salarno, sono due tra le principali vie di accesso al Pian di Neve, il ghiacciaio sommitale, da cui gli alpinisti possono raggiungere pressoché tutte le vette maggiori (non a caso qui sono situati due tra i rifugi storici dell'Adamello, il Prudenzini e il Città di Lissone).

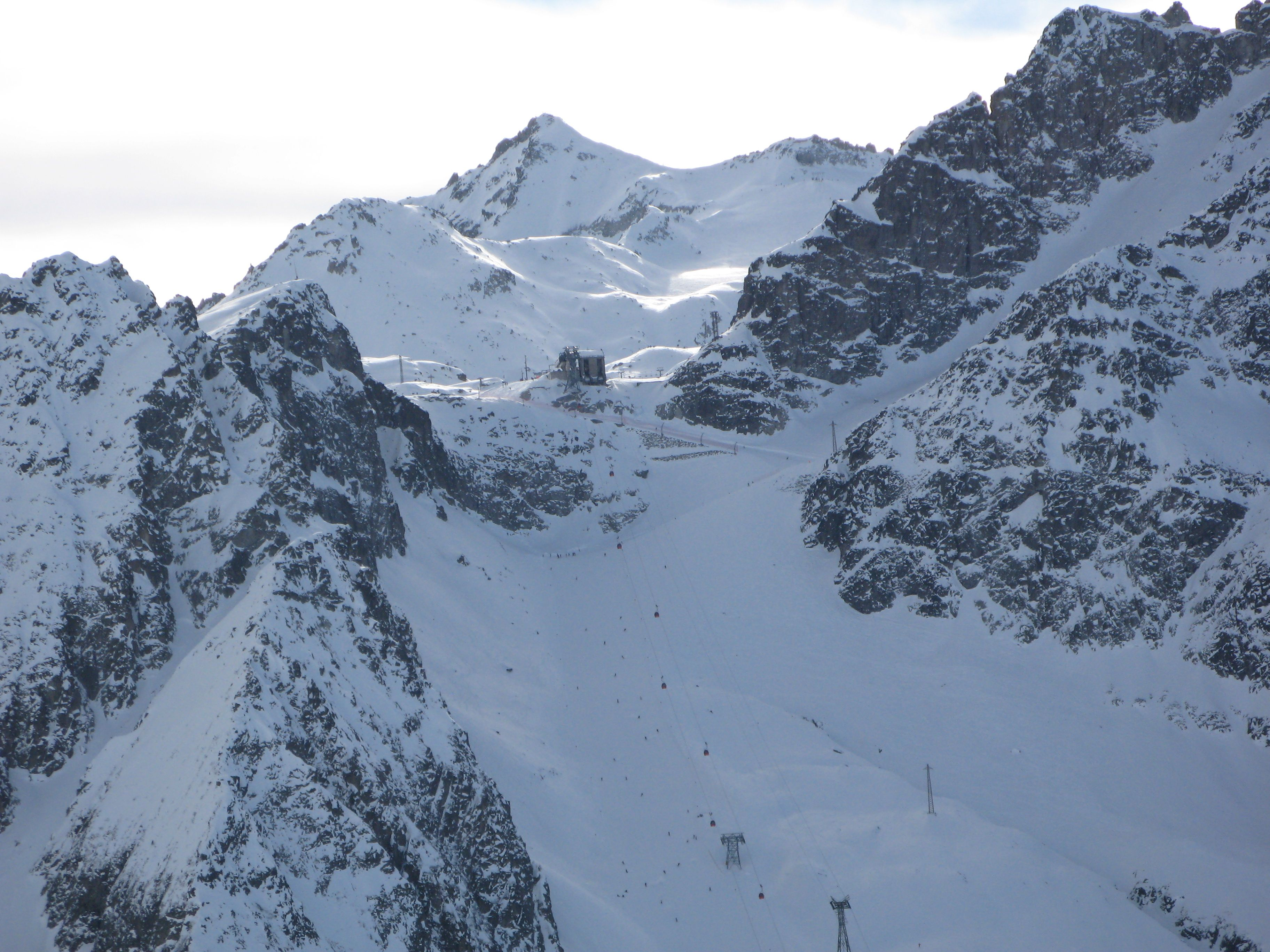
Cima Presena

La Val Malga, percorsa dal torrente Remulo, è più stretta e ripida delle due valli appena citate. A una quota di 1700 m si divide in due rami: la sua prosecuzione verso est (Val Miller) ha la sua testata nel Corno Miller (3373 m), mentre la Val Baitone, cosparsa di laghetti di piccole e medie dimensioni, sale al Corno Baitone (3331 m) e alle vette, superiori ai 3000 m, che ne costituiscono i contrafforti.
Le ultime tre valli che scendono dal massiccio verso nord e quindi verso l'alta Val Camonica sono la Val Paghera (detta "di Vezza" per distinguerla dalla Val Paghera di Ceto), che da Vezza d'Oglio sale sin sotto al Baitone, la Valle d'Avio, che si incunea tra il sottogruppo del Baitone e la cresta del Salimmo (altezza max. 3225 m nella Cima della Calotta) sino a sbucare nell'imponente circo glaciale sormontato dalla parete nord dell'Adamello, la vetta principale che raggiunge i 3554 metri di quota, e dal lungo costone che da essa porta a Cima Plem (3184 m), punto panoramico d'eccezione. Completa il giro delle valli la Val Narcanello, in parte occupata dal vasto Ghiacciaio di Pisgana, sovrastata sul suo lato orientale dagli estremi contrafforti del gruppo della Presanella.

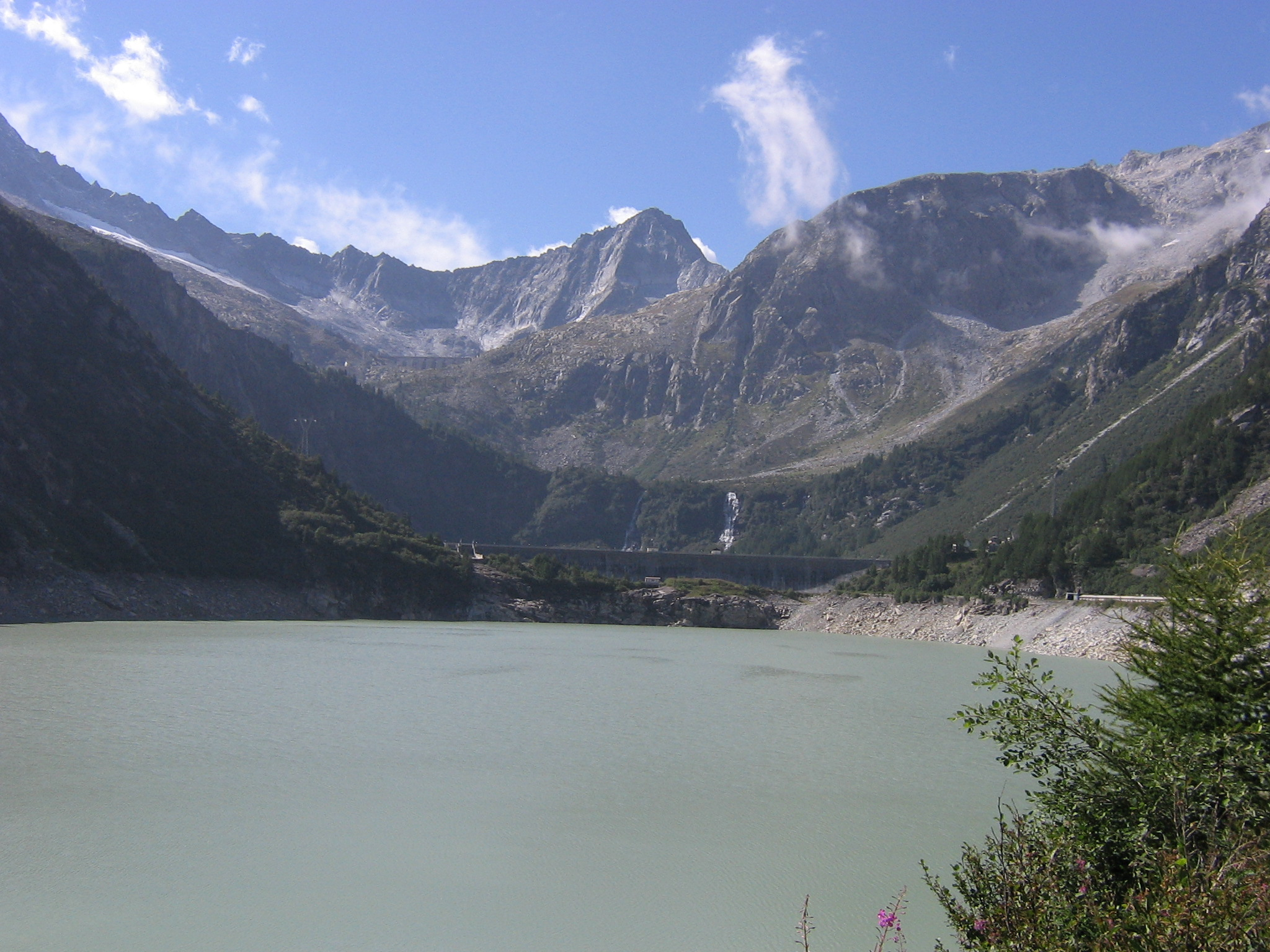
Lago d'Avio

Al visitatore che si incammina lungo molte delle valli citate poc'anzi, in modo particolare quelle che confluiscono nella Val Camonica, balza all'occhio una caratteristica particolare: tali valli sono infatti valli sospese, ossia esistono forti dislivelli tra la parte alta e la parte medio-bassa di esse, a volte vere e proprie muraglie rocciose derivate dalla differente potenza di erosione da parte di antichi ghiacciai. Le mulattiere e le stradine militari che risalgono le valli affrontano queste pareti avvolgendosi in lunghe serie di tornanti, localmente chiamati scale, chiara allusione al fatto che spesso il fondo stradale è lastricato con blocchi di pietra a mo' di gradini.